# Mährer (Volksgruppe)

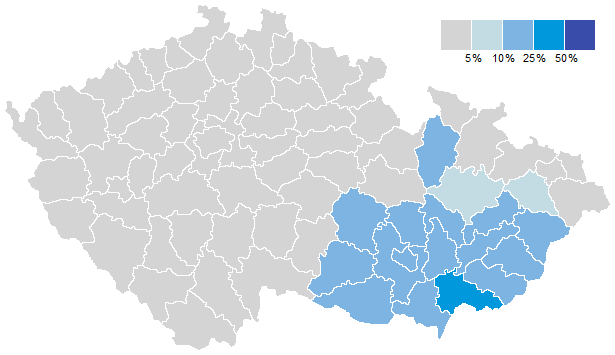
Bevölkerungsanteil der sich zur mährischen Volksgruppe bekennenden Tschechen 2011

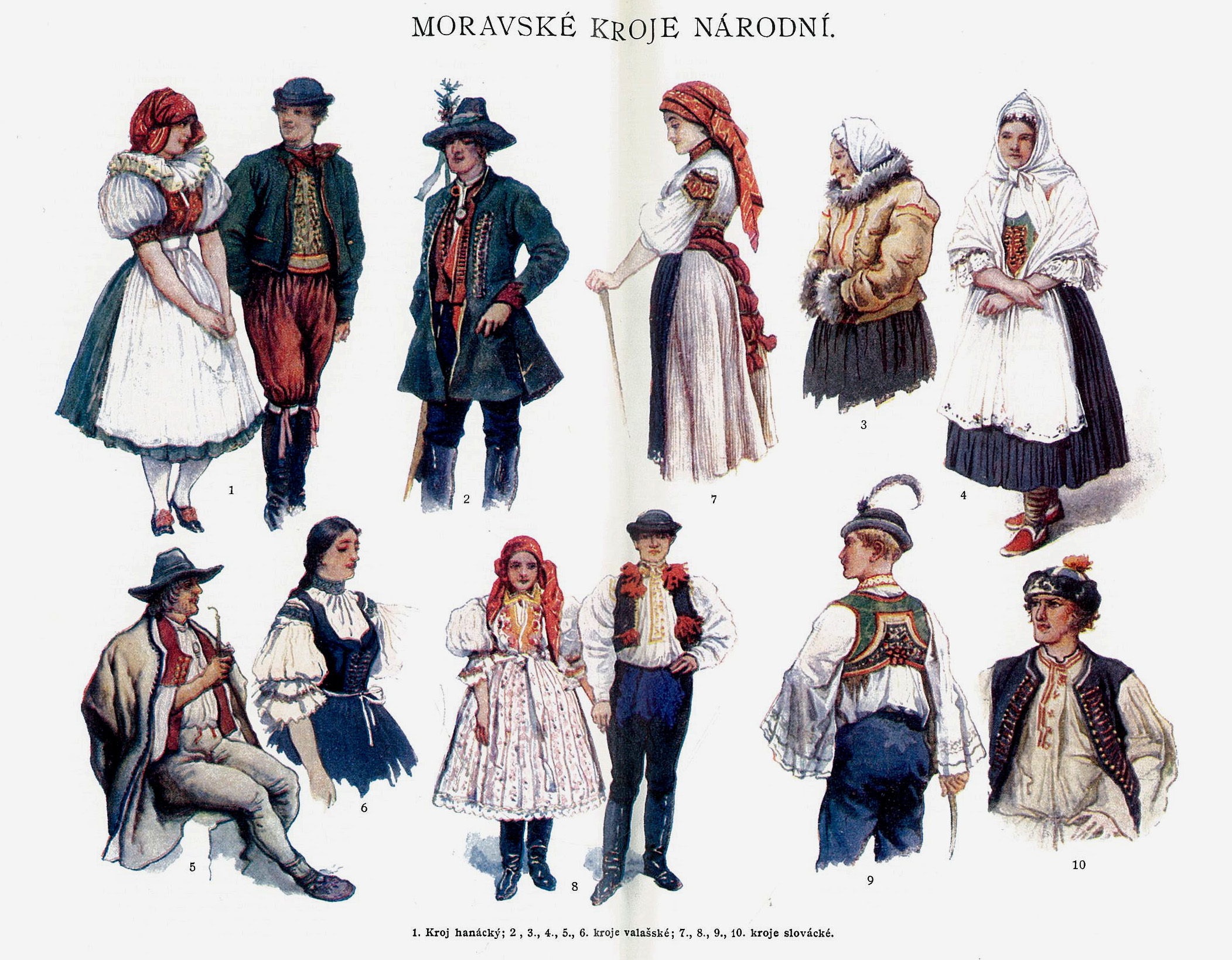
Mährische Trachten

Die Mährer (auch Mähren, veraltet auch Morawer, tschechisch: Moravané) sind eine westslawische Volksgruppe im mährischen Landesteil der Tschechischen Republik. In der eigenen Wahrnehmung sind sie ein eigenständiges Volk, das die tschechische Sprache spricht.

## Geschichte
Mährer sind die Nachfahren der frühmittelalterlichen Mährer, Bewohner des Großmährischen Reichs, die das Land etwa im 6. Jahrhundert besiedelten. 
Zur „mährischen Nationalität“ bekannten sich im Jahr 1991 in einer Volkszählung 1.362.000 Menschen, das waren 13,2 % der Gesamtbevölkerung Tschechiens, im Jahr 2001 fiel sie auf 380.000 Menschen. Bei der Volkszählung 2011 wurde ein Anstieg der sich zur mährischen Volksgruppe bekennenden Bürger auf 630.897 verzeichnet, davon benannten 108.423 Personen ihre Volkszugehörigkeit in Kombination mit einer anderen, 99.000 davon als „mährisch-tschechisch“.
Zusätzlich gliedern sich die Mährer in weitere Untergruppen mit regionalen Dialekten der Tschechischen Sprache:  
- Hannaken (Hanáci, in der Hanna, tschechisch Haná)
- (mährische) Horaken (oder Hochländer), tschechisch: Horáci, im Horakenland oder Bergland, tschechisch Horácko in Westmähren (auf der Böhmisch-Mährischen Höhe, tschechisch Českomoravská Vysočina)
- mährische Slowaken (Moravští Slováci, Bewohner der Mährischen Slowakei, tschechisch Moravské Slovácko, im Südosten des Landes)
- (mährische) Walachen (Valaši, im Sinne von Hirten, in der Mährischen Walachei, tschechisch Valašsko, auch der Mährischen Beskiden), tschechisch Beskydy
- die Lachen (Laši, in der Lachei, tschechisch Lašsko)

Meist werden auch die mährischen Schlesier (Slezané, in Tschechisch-Schlesien, tschechisch Slezsko)
als Mährer betrachtet.
Vor der Vertreibung der deutschen Bevölkerung nach dem Zweiten Weltkrieg wurden auch die deutschsprachigen Bewohner Mährens als (Deutsch-)Mährer bezeichnet. Die Mährer sahen sich, analog zu den Böhmen, als Einwohner ihres Landes mit tschechischer oder deutscher Muttersprache. Der Begriff Sudetendeutsche kam erst im 20. Jahrhundert auf.